# 강희자전

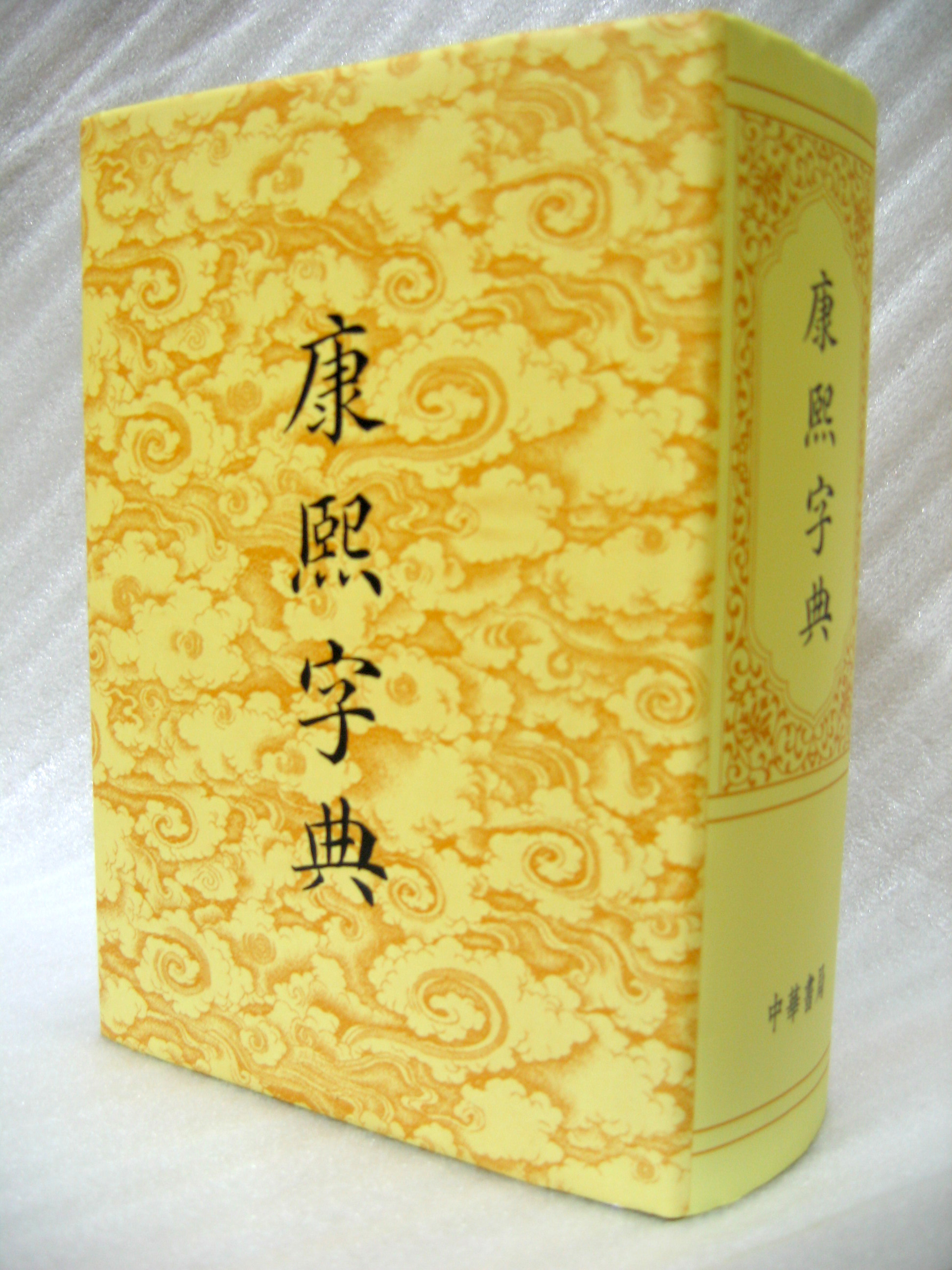
중화서국 강희자전 (中華書局康熙字典)（2005년재판）

《강희자전》(康熙字典)은 중국의 한자 사전으로, 청나라 강희제의 칙선에 따라 한나라의 설문해자(說文解字) 다음의 역대 자전을 모두 종합해 편찬했다. 지은이는 장옥서(張玉書), 진정경(陳廷敬) 등 30명으로, 5년에 걸쳐 1716년(강희 55년)에 완성했다. 모두 42권이고, 글자 수가 49000글자 남짓 된다.
글자의 부수가 몇 획인지에 기초한 특유의 배열 순서를 채택했다. 이 배열법은 이전에도 자휘(字彙), 정자통(正字通) 등에서 쓰인 적이 있으나 크게 알려지지 않았었고, 강희자전에서 사용된 이후 널리 알려졌다. 그래서 이 '강희자전 순서'는 이후 발행되는 거의 모든 부수별 한자 사전의 본보기가 된다.

## 판각본
찍어낸 뒤, 각종 판이 만들어져 있지만, 청조 내무부가 찍어낸 초판은 ‘내부본(內府本)’이라고 부른다. 일본에서는 에도 시대 안에이(安永) 연간인 1780년에 ‘일본 번각 강희자전(日本飜刻康熙字典)’으로서 다시 새긴 판이 최초로 ‘안에이본(安永本)’이라고 불린다.

## 특징
《강희자전》은 현대 일본에서는 주로 글자 모습에 관한 자전이라고 하지만, 이 자전은 어디까지나 한자 뜻이나 글자 음을 찾아보기 위한 자전이다.
《강희자전》은 근대 이전에 만들어진 최대의 자전이며, 모든 자전을 모았다고 할 수 있다. 사전 역사상 매우 중요한 서적이다. 가장 큰 특징은 실린 문자가 많다는 점이다. 이 자전은 자휘, 정자통에 있는 글자에다 《자휘보》(字彙補), 《오음편해》(五音篇海) 들에 실린 기자(육체서의 하나. 글자의 체가 소전(小篆)과 조금 다르다.), 벽자를 싣고 있다. 모든 한자의 목록으로서 중요하고, 어려운 글자를 조사할 수 있는 사전으로서 가치도 크다. 근대 이후 큰 한자 사전인 《중화대자전》(中華大字典), 《대한화사전》(大漢和辭典), 《중문대사전》(中文大辭典), 《한어대사전》(漢語大詞典)은 모두 《강희자전》에 실린 주요 한자들을 모두 싣고 있다. 음운(한자 음과 운을 아울러 이르는 말. 어두 자음은 음, 나머지 부분은 운이다.)은 《당운》(唐韻), 《광운》(廣韻), 《집운》(集韻), 《홍무정운》(洪武正韻), 《고금운회거요》(古今韻會擧要) 안에 있는 모든 것을 참조하고, 그러한 운서의 반절이 다른 경우는 그 반절 각각을 싣고 있다. 한자 뜻도 ‘설문(說文)’, ‘옥편(玉篇)’, 광운, 집운을 시작으로 한, 먼저 나온 자전에 있는 한자의 뜻을 모두 실은 뒤, 지금까지 자전에 실려 있지 않았던 한자 뜻도 싣고 있다.
《강희자전》이 근대 이후에 편찬한 한자 사전과 가장 다른 점은 숙어를 싣고 있지 않다는 점이다. 따라서 모든 숙어는 한자 뜻 하나하나로 분해하는 형태로 해설하고 있다. 또, 색인이 따로 실려 있지 않은 점도 크게 차이가 난다.

## 글자꼴과 글씨
《강희자전》은 당시 청나라 고증학에 따른 설문해자의 연구 등에 기초를 둔 복고주의 경향에 따라 정자를 채택했는데, 그 가운데는 《설문해자》에 있는 소전의 글자꼴을 진서(楷書)로 고쳐서 새로 만든 글자도 들어 있다. 이런 강희자전식 정자 체계를 특히 ‘강희자전체’라고 부른다. 다만 황제 이름을 피휘(避諱)하여 획을 빠뜨리는 글자가 있는 등(현[玄] 같은 한자) 글자꼴이 통일되지 않는 문제점이 있는데, 이를 고친 자체를 일컬어 강희자전체’라 부른다. 또 그 인쇄 글자꼴은 설문 등에 나타난 소전 글자꼴을 《진서》 글자꼴로 복원한 것으로 널리 쓰이던 《진서》에서 유래된 명조체 글자꼴과 다르다. 실제 당시 통용 진서로 쓰인 서문 ‘어제강희자전서(御製康煕字典序)(강희 황제 칙명을 받아 진방언[陳邦彦]이 초안을 작성)’에 대해서는 강희자전 본문과 다른 진서체가 많이 쓰여 본문과 서문 사이에서도 글자꼴이 맞지 않기도 한다. 아울러 강희자전 정자체 글자꼴은 앞서 나온 정자통의 영향이 크다.
그러나 《강희자전》이 출간된 뒤에 금속 활자가 개발되고 정자로 이 사전이 쓰였기 때문에 세월이 흐름에 따라 글자꼴이 강희자전체에 가까워지는 경향을 보인다. 현재 일본에서 구자체(舊字體)라고 부르는 것은 대개 강희자전체이다. 한마디로 구자체라고 해도 전통적으로 쓰인 진서체와 강희자전체는 서로 맞지 않는 것도 많이 있다.

## 바로잡기
강희자전 고증, 보완으로써 주된 것에는 왕인지(王引之)가 지은 《자전고증》(字典考證), 왕력(王力)이 지은 《강희자전 음독 정오》(康熙字典音讀訂誤)가 있다.